# モスバーガー
モスバーガー（MOS BURGER）は、株式会社モスフードサービス（英文社名：MOS FOOD SERVICES, INC.）が展開する、日本発祥のハンバーガーチェーンの店舗ブランド。また同店で販売されるハンバーガーの商品名でもある。

## 概要
日本人の好みに合ったハンバーガーを提供することを掲げ、素材を厳選し、注文を受けてから作る「アフターオーダー方式」など、スローフードの要素を取り入れた「ファストカジュアル」スタイルを特徴とする。
また、1990年代後半のマクドナルドに端を発するファストフードチェーンの値下げ戦争の中で、多くのハンバーガーチェーンが競争に敗れ撤退していったが、モスバーガーではハンバーガーを10円程度しか値下げせず、大幅値下げを行うことはほとんどなかった。

### 名前の由来
モスバーガーのMOSは、MはMountain（山のように気高く堂々と）OはOcean（海のように深く広い心で）SはSun（太陽のように燃え尽きることのない情熱を持って）という意味とされている。ただし、創業者・櫻田慧がモス・フード・サービスの前に起こした株式会社モスの社名には、これに加えて、Merchandising Organizing Systemの意味もある。
初期には「MOST delicious hamburger」のポップを店頭に貼っていたため、一部の客からはこの略だとも思われたこともあったようだが、MOSの意味に変化はないという。略称・愛称は「モス」で、それを使った「今日モス気分」などのキャッチフレーズがある。
ロゴマークは、1990年代初期までは、マクドナルドに似た赤地に黄色いMマークを使用していたが、白いMマークに改めている。

## 歴史

### 創業
日興証券（現・SMBC日興証券）を脱サラした櫻田慧と吉野祥が、1972年3月12日、東武東上線成増駅前にわずか2.8坪の実験店をオープン。当初は丸井成増店などが入居し、後にダイエー成増店として建て替えられたショッピングセンター「成増名店街」地下で実験店を営業。同年6月には成増駅南口にモスバーガー1号店を正式にオープンした。成増駅近辺から店舗がら増えていった経緯があり、東武東上線沿線に老舗店が多い。この際に、アメリカ合衆国のハンバーガーショップ「Tommy's」を経営の参考とした。
マクドナルドとの差別化を考えていたモスバーガーは、高品質・高価格の高級路線を押し出し、高コストをかけてでも商品の味の向上を徹底させるという経営戦略は「日本人は味にうるさいので、食べ物は美味くなければいけない」という創業者らの理念に基づくものであった。また創業当時は資金不足のために他のファストフード店より宣伝力が弱く、一等地への進出も難しかったため、顧客に口コミで評判を広めてもらうことで事業拡大を狙ったことも高級化を行った理由の一つである。
商品開発の際、櫻田は試作品の新開発メニューを必ず満腹の状態で試食するというポリシーがあった。「満腹の状態で食べても美味しいと感じられる商品こそが、本当に美味しい食べ物である」というこだわりからであったという。
1988年8月には、株式会社なか卯と資本提携した（のち解消）。

### 赤モスから緑モスへ
1995年11月から、特別栽培農産物「モスの生野菜」を導入開始、減農薬や有機栽培の野菜を使用していた。2000年代に入ると、鳥インフルエンザの発生や外国産野菜の残留農薬の問題等が頻発し、安さだけではなく、安心して食べられる安全な食品を求める消費者の意識の高まりを受け、2004年にモスバーガーが取り組んできた食の安全をより広くアピールするため、従来は赤色であった看板を「安心・安全・環境」を象徴する緑色へ転換し始め、看板の色から従来の店舗は「赤モス」、新型店舗は「緑モス」と呼ばれた。
2004年2月16日、「緑モス」1号店となる新橋二丁目店（東京都中央区）をオープン。同時に「ただのファストフード」からの脱却とファストカジュアルへの業態転換を目的に、一般的なファストフード店の内装から、レストラン的な木目基調のゆったりした内装への改装も進めた。
また、高級ハンバーガー「匠味」を始めとする「緑モス」限定の高級メニューの提供を開始。2005年3月発売の「日本のバーガー匠味十段」は、ハンバーガー単品価格が1,000円と、大手チェーンでは初の高価格帯で話題になる。2006年9月、「日本のバーガー匠味」旧シリーズ（匠味、匠味チーズ、匠味アボカド山葵、匠味十段）の販売を終了。
また2006年2月には「復刻版モスバーガー店舗」を東京・汐留にオープン。メニューも当時の8品目を再現し、ダブルバーガーなど当時現存しなかったメニューも復刻したが、2009年2月末に閉店した。
こうした「緑モス」の高級化・高価格路線は、消費者に「モスは高い」とのイメージを与えることとなった。
当初の計画では、2008年度中に「緑モス」化を完了する予定であったが、原料価格高騰もあり不可能となった。さらに、ファストフードの領域を逸脱した高級メニューの提供による店舗側の混乱や、一部店舗の禁煙化によって客足が遠のいた店もあり、「緑モス」への改装費用負担も相まって、本社の方針に反発するフランチャイズオーナーもいた。そうしたことから業績が低下したこともあり、櫻田は「緑モスの路線は間違っていない」としながらも、今後は「ルールを見直しながら緑モスへの転換を進める」とした。この軌道修正を受け「赤モス」「緑モス」の呼称は公式には使用されなくなり、「緑モス」限定メニュー「モスのごはん」は公式サイトでは「一部店舗限定」と表記されるようになった。また「緑モス」の代表メニューであった高級ハンバーガー「匠味」匠味も、2008年に販売終了。その後に看板は緑色に統一され、「赤モス」「緑モス」の区別も廃止されメニューの違いもなくなった。

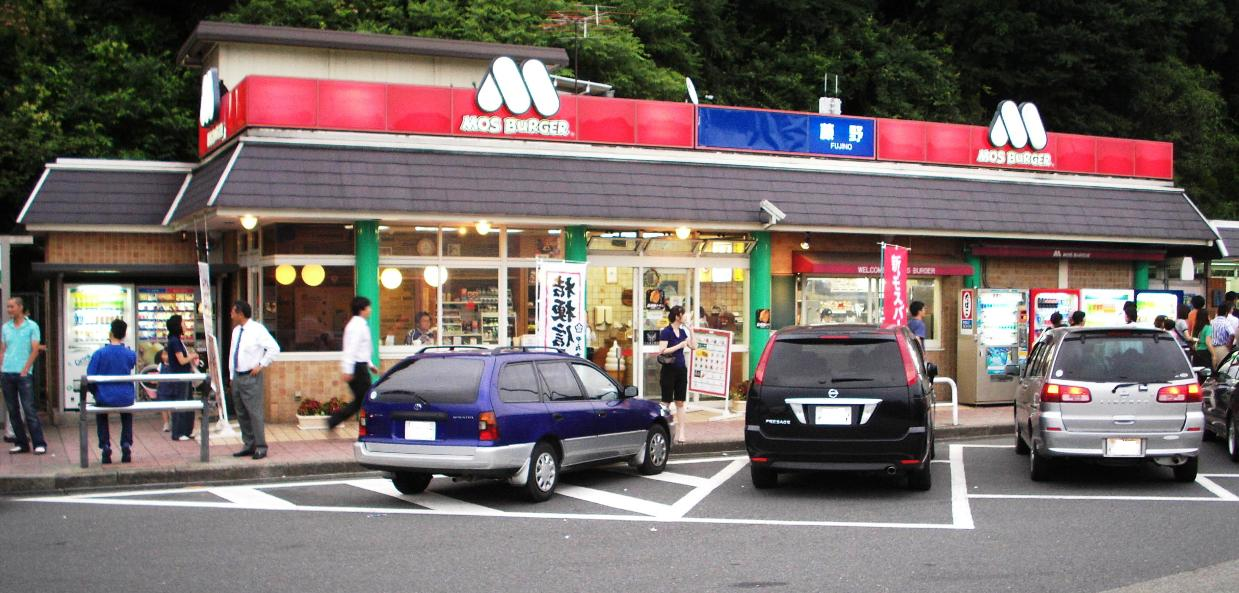
藤野パーキングエリア店 「赤モス」店舗。現在は現行ロゴの「緑モス」店舗に転換。
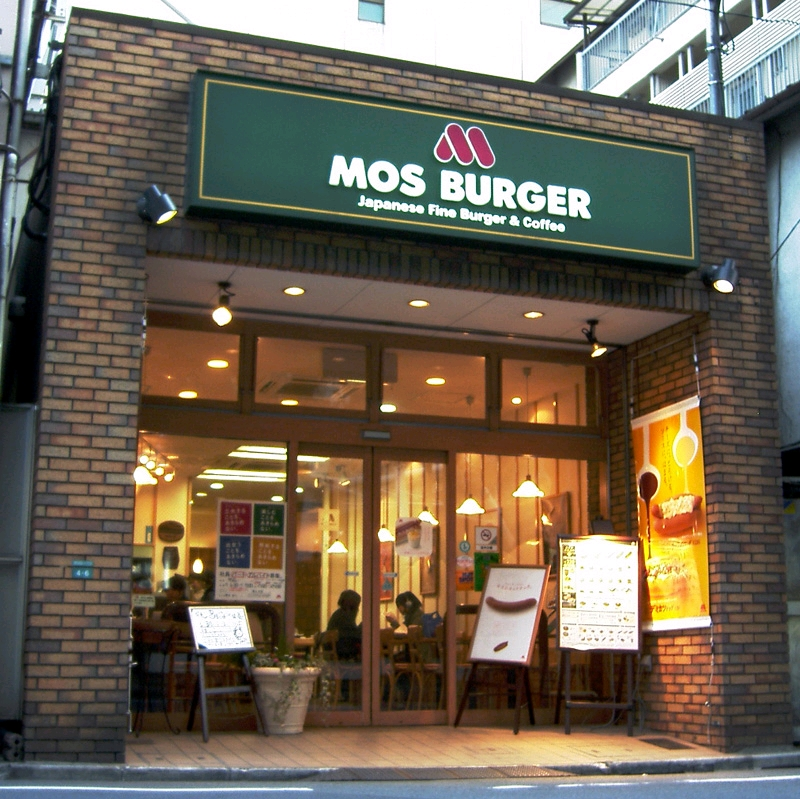
東武池袋店 「緑モス」旧ロゴ店舗。現在は現行ロゴに転換。
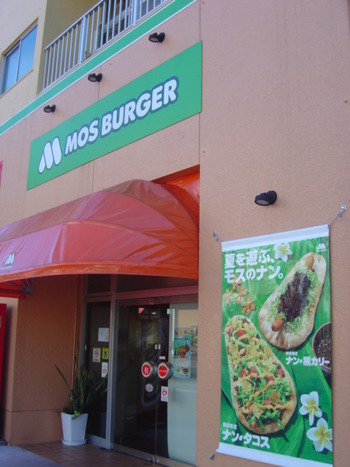
屋久島店 現行ロゴの「緑モス」店舗。

### 2000年代以降の動向
2002年9月、時間別メニューやバーガー以外のメニューを提供し、高級感を狙った実験店「キッチンモス」をオープン。
2003年4月には、宅配ピザチェーンのストロベリーコーンズと提携し、モスバーガーの宅配サービスを本格化した（のち解消）。
2009年4月には、ドリンクメニューの一部をコカ・コーラからペプシコーラ（ペプシ・ネックス）（サントリーフーズ）に変更。同年4月30日より、日本テレビ『スッキリ!!』との共同企画「テリーヤキバーガー」を期間限定で発売した。
2018年3月には、改正健康増進法施行（2020年4月）を受け、2020年3月までに日本国内の全店で全席禁煙化することを発表。
また2018年には、後述の食中毒事件の影響により、11年ぶりの最終赤字へ転落した。

### 日本国外
モスバーガーは、日本国外での店舗展開も行っている。
もっとも早い国外進出は、1989年12月にオープンしたアメリカ1号店「カラカウア店」（ハワイ）であったが、2005年4月に閉店し、アメリカからは撤退した。
1991年2月には台湾1号店「新生南路店」、 1993年5月にはシンガポール1号店「イセタンスコッツ店」がオープンした。
1994年から1997年にかけて、中国・上海市に出店していたが撤退、2012年12月に再出店した。
2006年10月には、香港1号店「モスバーガー観塘ミレニアムシティ5（創紀之城5期）-apm店」が、2007年1月には、 タイ・バンコク1号店「モスバーガーセントラルワールドプラザ店」が、それぞれオープンした。
2020年現在は、アジアを中心に8か国・地域に展開している。台湾・タイ・香港・中国・シンガポール・オーストラリア・インドネシア・大韓民国・フィリピンに展開している。
中でも台湾での拡大はめざましく、同国の首都である台北ほか各地に、2022年現在で303店舗あり、ケンタッキーフライドチキンの128店舗に大きく差をつけている。

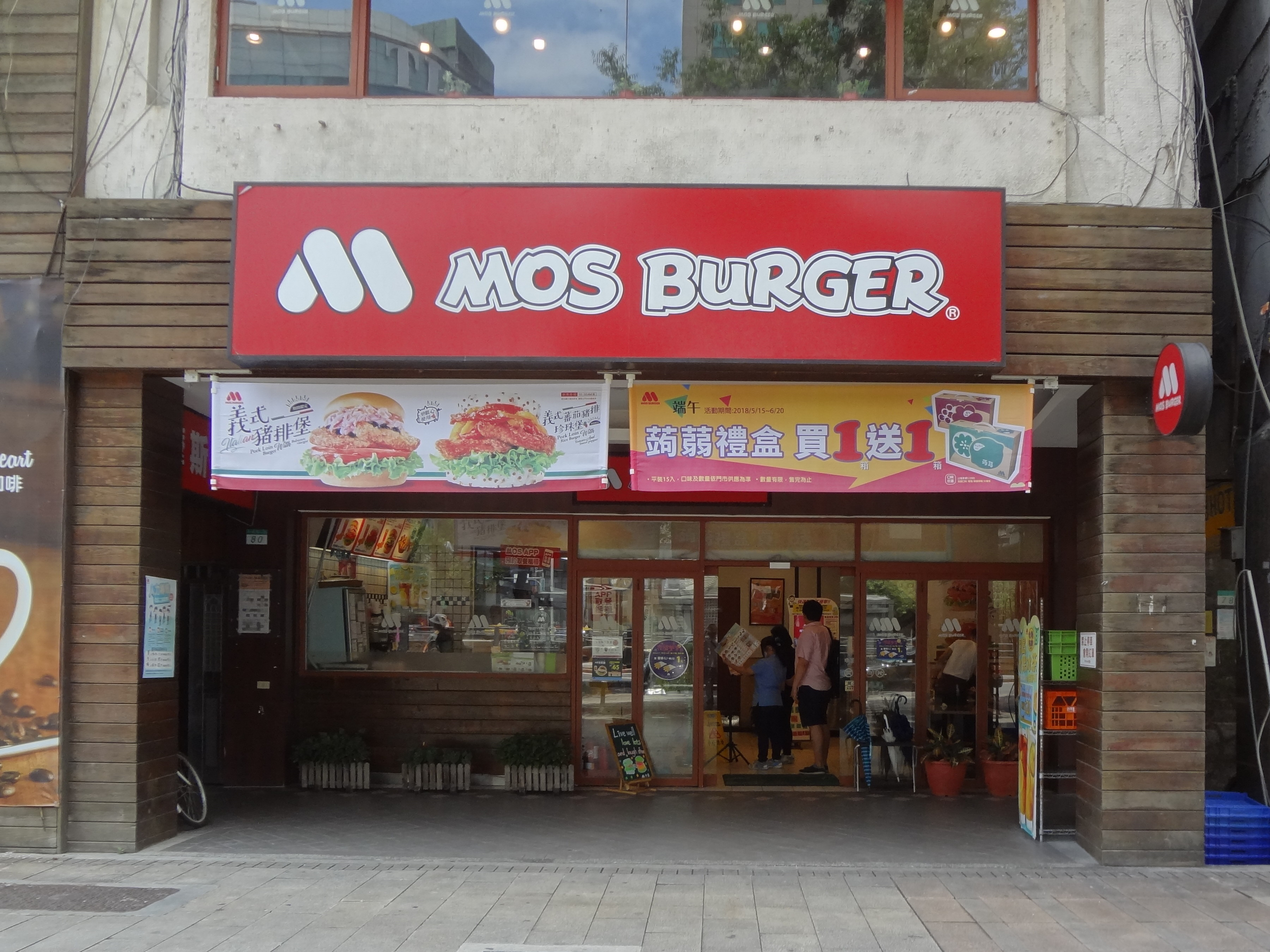
台湾のモスバーガー 「赤モス」店舗
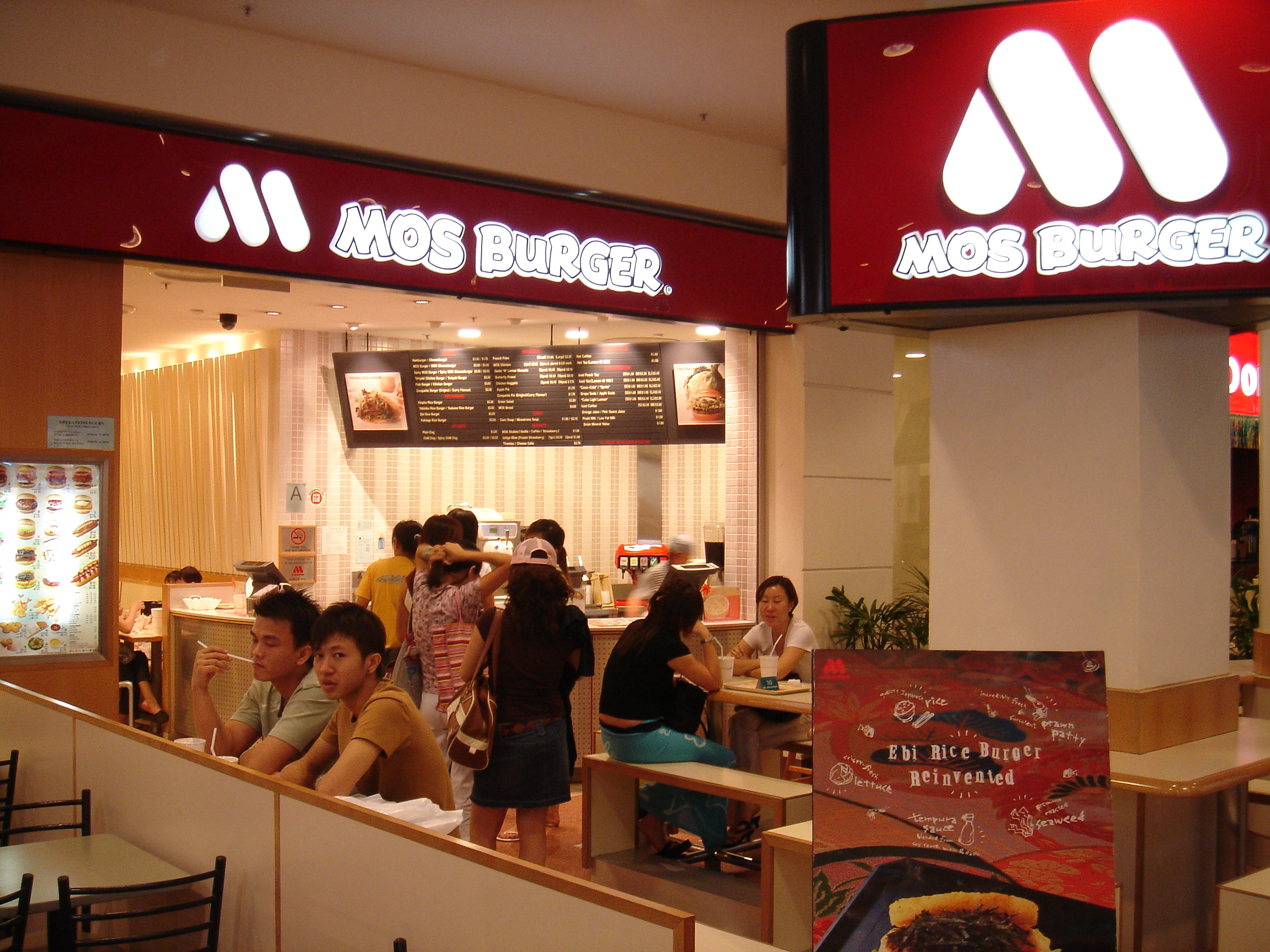
シンガポールのモスバーガー 「赤モス」店舗

## 沿革

### 1970年代
- 1972年
  - 3月 - 東京都板橋区成増に実験店を開店[広報 12]。
  - 6月 - モスバーガー1号店として成増店を開店。
  - 7月12日 - 株式会社モス・フード・サービスとして会社設立[広報 1][広報 12]。創業者の櫻田慧が代表取締役社長に就任[広報 12]。
- 1973年
  - 5月 - テリヤキバーガーを発売[広報 12]。
  - 11月 - フランチャイズ1号店として、愛知県名古屋市瑞穂区に新瑞店[広報 13]を開店[広報 12][広報 14]。
- 1976年10月 - 50店目の店舗として、沖縄県沖縄市にコザ店[広報 15]を開店[広報 12]。
- 1977年12月 - 衛生管理業務を担う子会社として、株式会社モスサプライ（現：株式会社エム・エイチ・エス）を設立[広報 12]。
- 1978年6月 - 融資・保険業務を担う子会社として、株式会社モスクレジットを設立[広報 12]。
- 1979年1月 - 100店目の店舗として、香川県小豆郡に小豆島店を開店[広報 12]（現存せず[8]）。

### 1980年代
- 1983年8月 - 200店目の店舗として、沖縄県宜野湾市に普天間店を開店[広報 12]（現存せず[広報 16]）。
- 1984年
  - 6月 - テリヤキチキンバーガーを発売[広報 12]。
  - 7月 - 株式会社モスフードサービスへ商号変更[広報 12]。
- 1985年
  - 6月 - 300店目の店舗として、福岡県飯塚市に飯塚店を開店[広報 12]（現存せず[広報 17]）。
  - 11月 - 株式を店頭登録[広報 12]。
- 1986年
  - 3月 - 初のドライブスルー店舗として、沖縄県浦添市に牧港店を開店[広報 12]（現存せず[広報 16]）。
  - 5月 - 400店目の店舗として、山形県山形市に山形桜田店[広報 18]を開店[広報 12]。
  - 6月 - 日本全国47都道府県への出店を達成[広報 12]。
  - 12月 - 500店目の店舗として、栃木県宇都宮市に宇都宮鶴田店を開店[広報 12]（現存せず[広報 19]）。
- 1987年
  - 8月 - プレーンドッグ（現：ホットドッグ）を発売[広報 12]。
  - 10月 - 600店目の店舗として、広島県広島市に広島宇品店を開店[広報 12]（現存せず[広報 20]）。
  - 12月 - モスライスバーガーを発売[広報 12]。
- 1988年
  - 3月 - 東京証券取引所第二部に上場[広報 12]。
  - 7月 - 700店目の店舗として、東京都豊島区に南大塚店を開店[広報 12]（現存せず[広報 21]）。
  - 10月 - 冷凍食品メーカー「紅梅食品工業株式会社」に資本参加[広報 12]。
- 1989年
  - 4月 - 800店目の店舗として、神奈川県横浜市南区にヨコハマ宮元町店を開店[広報 12]（現存せず[広報 22]）。
  - 9月 - ロースカツバーガーを発売[広報 12]。
  - 11月 - 食品製造卸「タミー食品工業株式会社」に資本参加[広報 12]。

### 1990年代
- 1990年

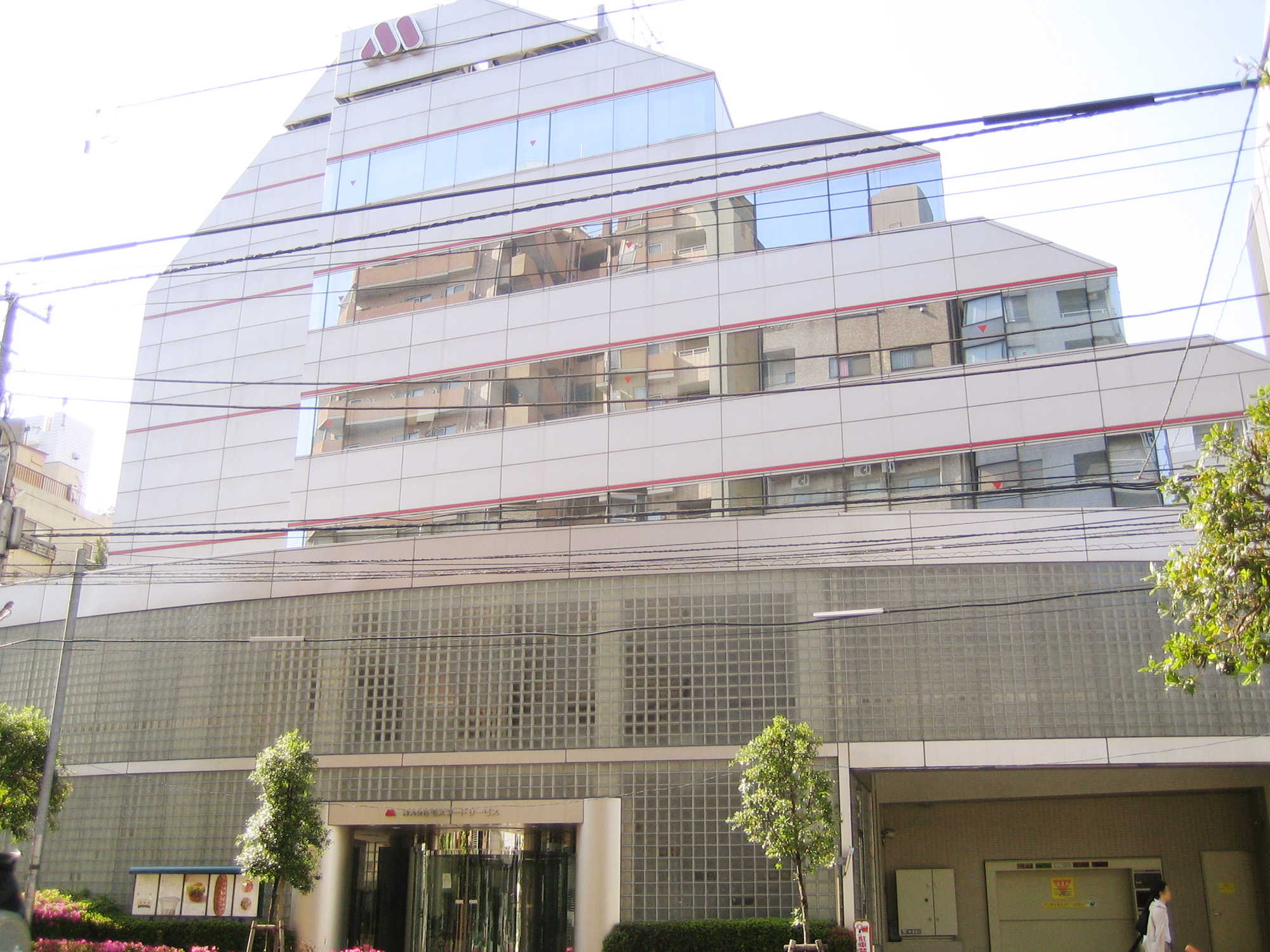
モスフードサービス旧本社ビル
1990年10月竣工（東京都新宿区箪笥町22番地）

  - 3月 - 900店目の店舗として、神奈川県横浜市中区に関内北口店を開店[広報 6]（現存せず[広報 23]）。
  - 10月 - 東京都新宿区箪笥町22番地に本社ビル竣工[広報 6]。
  - 11月 - 台湾台北市に合弁会社として、AN SHIN FOOD SERVICES, CO., LTD.（アンシンフードサービス）を設立[広報 6]。
  - 12月 - モスライスバーガーやきにくを発売[広報 6]。
- 1991年
  - 2月 - モスバーガー台湾1号店を台北市に開店[広報 6]。
  - 3月19日 - 1000店目の店舗として、東京都練馬区に江古田旭丘店を開店[広報 6]（2017年2月28日閉店[9]。
  - 4月 - 台湾台北市に合弁会社として、MOS FOOD INDUSTRY CORP.（モスフード・インダストリー）を設立[広報 6]。
  - 7月 - ハラペーニョを使用した「スパイシーシリーズ」[広報 24]を発売[広報 6]。
- 1992年
  - 3月 - 1100店目の店舗として、埼玉県川口市に川口幸町店を開店[広報 6]（現存せず[広報 25]
  - 4月 - シンガポールに合弁会社として、MOS FOODS SINGAPORE PTE LTD.（モスフード・シンガポール）を設立[広報 6]。
  - 7月 - モスライスバーガーによるコメ消費拡大により、農林水産省「ごはん食推進優良事業者表彰」新規需要開拓部門で農林水産大臣賞を受賞[広報 6]。
  - 9月 - モスチキンを発売[広報 6]。
- 1993年
  - 5月 - モスバーガーのシンガポール1号店をオーチャード・ロードに開店[広報 6]。
  - 6月 - 1200店目の店舗として、福岡県小郡市に福岡小郡店[広報 26]を開店[広報 6]。
- 1994年
  - 9月 - 1300店目の店舗として、東京都文京区に水道橋店を開店[広報 6]（現存せず[10]
- 1995年11月 - 特別栽培農産物「モスの生野菜」を導入開始[広報 6]。
- 1996年
  - 7月 - 1400店目の店舗として、兵庫県芦屋市にルート2芦屋店を開店[広報 6]（2006年6月30日閉店）。
  - 9月 - 東京証券取引所市場第一部に上場（東証第二部より指定替え）[広報 6]。モスバーガー公式ウェブサイトを開設[広報 6]。
- 1997年
  - 5月 - 創業者の櫻田慧（代表取締役会長）が死去[広報 6]。
  - 7月 - 「新価値宣言」により、特別栽培農産物「モスの生野菜」全店導入などを実施[広報 6]。フレッシュバーガー（現：モス野菜バーガー）を発売[広報 6]。
- 1998年
  - 10月 - 1500店目の店舗として、北海道恵庭市に恵庭店[広報 27]を開店[広報 6]。
  - 12月 - 櫻田厚が代表取締役社長に就任[広報 6]。
- 1999年
  - 3月 - 別業態として「摘みたて紅茶の店 Mother Leaf（マザーリーフ）」1号店の東銀座店を開店[広報 6]（現存せず[広報 28]）。
  - 6月 - 別業態として「四季の旬菜料理 あえん」1号店の自由が丘店[広報 29]を開店[広報 6]。

### 2000年代
- 2003年8月 - 日本全国のモスバーガー約130店で、高級ハンバーガー「ニッポンのバーガー 匠味（たくみ）」を発売[広報 30][広報 31]
- 2004年6月 - ハンバーガーバンズの代わりに野菜を使用した「モスの菜摘（なつみ）シリーズ」[広報 32]を発売[広報 30]
- 2005年4月 - 「四季の旬菜料理 あえん」のビュッフェスタイル店「AEN TABLE（あえんテーブル）」ユニバーサル・シティウォーク大阪店を開店[広報 30]（のちモスバーガーへ業態転換[広報 33]）。
- 2006年
  - 2月 - 農業生産法人モスファームサングレイスを設立（静岡県・群馬県）[広報 30]。
  - 8月21日 - 「緑モス」限定メニューとして、米飯使用の食事メニュー「モスのごはんシリーズ」を発売[広報 30][広報 34]。
  - 10月 - モスバーガー香港1号店を観塘に開店[広報 30]。
- 2007年
  - 3月 - モスバーガーのタイ1号店をバンコクに開店[広報 30]。
  - 9月 - 本社を新宿区箪笥町から品川区大崎へ移転[広報 30]。
- 2008年
  - 2月20日 - ダスキンと資本・業務提携[広報 30][広報 35][注釈 1]。
  - 7月 - ミスタードーナツとの共同プロモーション「MOSDO! (モスド)」第1弾を実施[広報 30]。
  - 12月 - 国産肉100％使用の「とびきりハンバーグサンド」を発売[広報 30]。

### 2010年代以降
- 2010年
  - 2月 - 13年振りに中国に再出店。福建省に「思明南路店」オープン。
  - 6月10日 - 日本テレビ『スッキリ!!』との共同企画第2弾「テリー伊藤のざくざくラー油バーガー」を期間限定で発売。
- 2011年
  - 3月11日 - 東日本大震災により、岩手県の陸前高田店などが津波の被害を受け事実上の閉店となる。
  - 4月 - オーストラリア1号店「サニーバンクプラザ店」オープン。
  - 5月26日 - 日本テレビ『スッキリ!!』とのコラボ企画第3弾「ピリ辛“フルーツ味噌”チキンバーガー」を期間限定(300万食)で発売。
  - 6月1日 - 日本航空機内食限定商品「AIR MOS BURGER（エアモスバーガー）」を日本航空の主要国際線で提供。当初は8月末までの期間限定だったが、好評だったため2011年11月末まで延長した[広報 36]。
- 2012年
  - 2月28日 - 韓国1号店「ロッテ蚕室」オープン。
  - 4月 - 創業者・櫻田の出身地である岩手県大船渡市に大船渡店をオープン。陸前高田店の代替として位置づけるとともに、敷地は東日本大震災復興の想いを伝えるつくりとした。
  - 6月1日 - 日本航空の主要国際線機内で出されるAIRシリーズの第5弾として、前年のエアモスバーガーに続く「AIR MOS ライスバーガー」を同日から提供開始。2012年8月31日までの限定[広報 37]。
  - 11月13日 - モスライスバーガーのメニューを入れ替え。
- 2013年
  - 6月6日 - 看板をLEDを使用した新規のデザインに移行することを発表し[広報 38]、店舗ロゴを刷新。なお、新看板は2012年度より一部の店舗で導入されていた。
- 2014年
  - 5月28日 - ミスタードーナッツとコラボでミスタードーナッツの主力商品「フレンチクルーラー」をバンズに使った『モスのフレンチクルーラー ぐるぐるチョリソ』・『モスのフレンチクルーラー ベリーショコラ』を発売。一方、ミスタードーナツが「ライスバーガー」をアレンジした『ミスドのライスバーガー 坦々牛焼肉』・『ミスドのライスバーガー あん&カスタード』を発売。
- 2017年
  - 5月16日 - 新POSシステムの導入にともない、楽天Edyでの決済サービスを開始[広報 39]。
  - 6月 - テレビ番組の企画で「にくにくにくバーガー」が誕生。翌7月から毎月29日『にくの日』の限定商品として発売する[11]。
  - 7月4日 - 新POSシステム導入にともない、交通系ICカードのKitaca、PASMO、Suica、manaca、TOICA、ICOCA、nimoca、はやかけん、SUGOCA、モスカードでの決済サービスを開始[広報 40]。

- 2020年
  - 2月 - フィリピン1号店「ロビンソンガレリア店」がケソン市（マニラ首都圏）にオープン。
  - 3月 - 国内全店舗で禁煙化予定[6]。
- 2021年 - イメージキャラクターにSnow Manのラウールと渡辺翔太を起用する。
- 2023年
  - 5月 - テリヤキバーガーの発売50周年を迎え、最初に発売された日にちなみ毎年5月15日を「テリヤキバーガーの日」と制定[12]。
  - 9月13日 - ジャニー喜多川性加害問題による影響で、特定の店舗でジャニーズ事務所所属タレントを起用している広告物に不適切な加工がなされていることを謝罪した[広報 41]。
  - 9月14日 - モーニング娘。'23とのコラボレーションとして「モーニング娘。'23 × モスバーガー『朝、モスしよ🤍』」キャンペーンを一部地域限定で11月30日まで開催[広報 42]。
- 2024年
  - 2月29日 - 2017年から販売してきた「にくにくにくバーガー」が販売終了となる[11]。
  - 3月 - 4月より「MOS RECORDS(モスレコーズ)」プロジェクトを開始することを発表。全国のモスバーガー店舗で働くスタッフを対象にアーティストデビューをめざすプロジェクト。最優秀者にはモスレコーズが配信デビューに必要な活動を全面的に支援する[13]。
  - 6月 - 中国で展開していた6店舗を同月末までに閉店。2度目となる同国撤退となった[14]。

## メニュー・店舗・特徴・サービス

### メニューの特色
日本人の味覚に合わせたソースや合挽き肉を使用したパティ（一時期牛肉100%のパティを使用）は、他の米国系フランチャイズ・チェーンとは一線を画した独特のものである。
1973年には世界で初めてテリヤキバーガーを発表。このテリヤキバーガーを売るために、常連客の女子高校生からの提案で、彼女の高校の文化祭で50個のテリヤキバーガーを無料で配るなど認知度を上げる工夫を凝らした。
1987年には、当時日本国内で問題視されていた米余りを解決するため、パンの代わりに米をベースにしたライスバーガーが発売され、現在のモスバーガー主力メニューのひとつになった。農林水産省から表彰される。
生野菜の全てが日本国内の提携農家が生産したもの となっており、これらの野菜の一部は、モスバーガー公式オンラインショップ にて購入することが可能である。菜摘（なつみ）と名付けられた「パンを使わない」でレタス等の野菜だけで包むバーガーもある。
2003年から一部店舗において「日本のバーガー匠味」シリーズを発売。当初価格設定が580円（チーズ入り640円）というそれまでにない高価格設定で、高級志向を打ち出す。匠シリーズは2008年に販売終了したが、味と価格のバランスを考慮し単品価格400円前後の商品として開発された「とびきりハンバーグサンド」シリーズがそのコンセプトを受け継いでおり、当商品はハンバーガーチェーンではめずらしく「国産牛肉」を売りにしている。

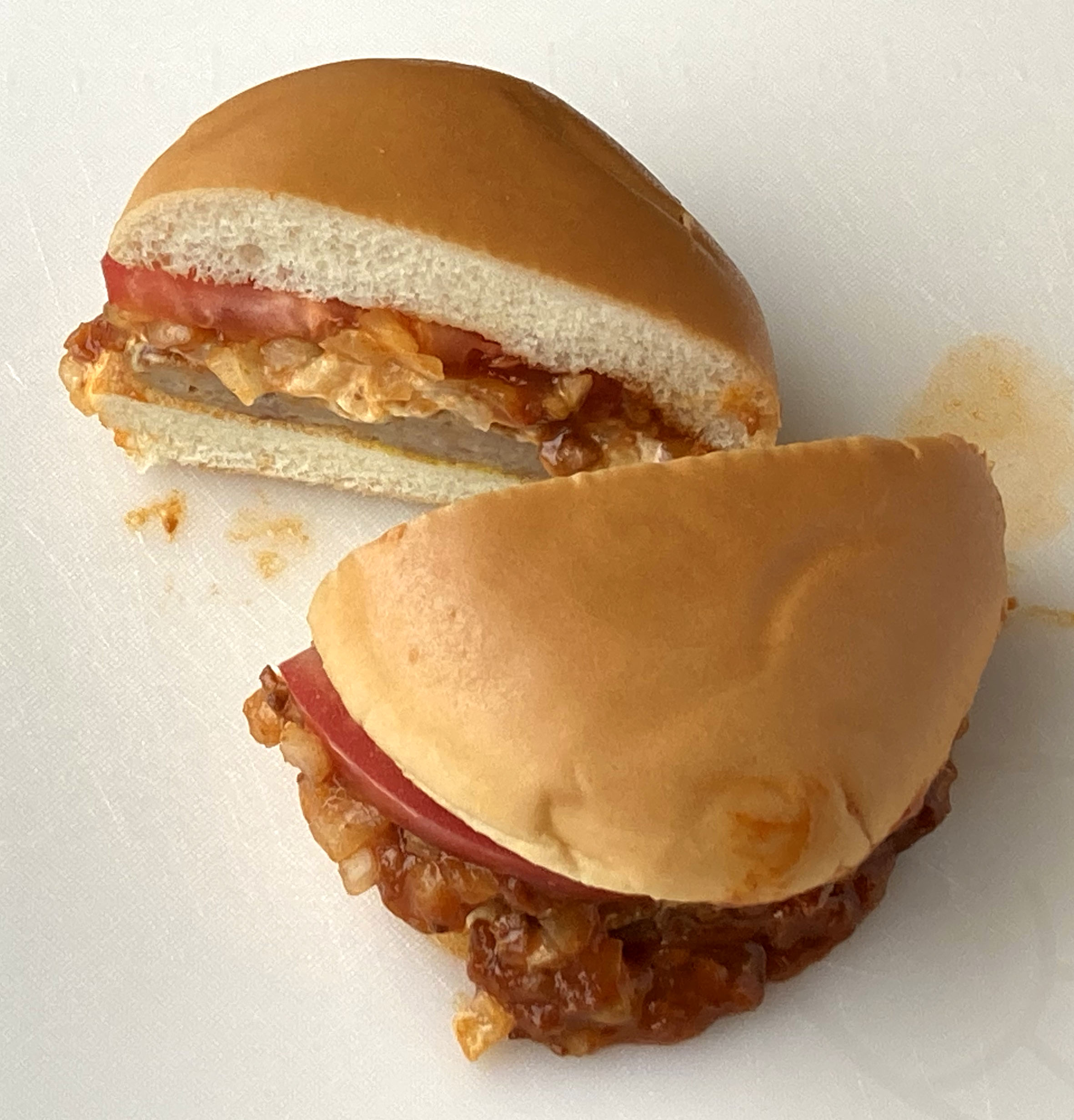
モスバーガー
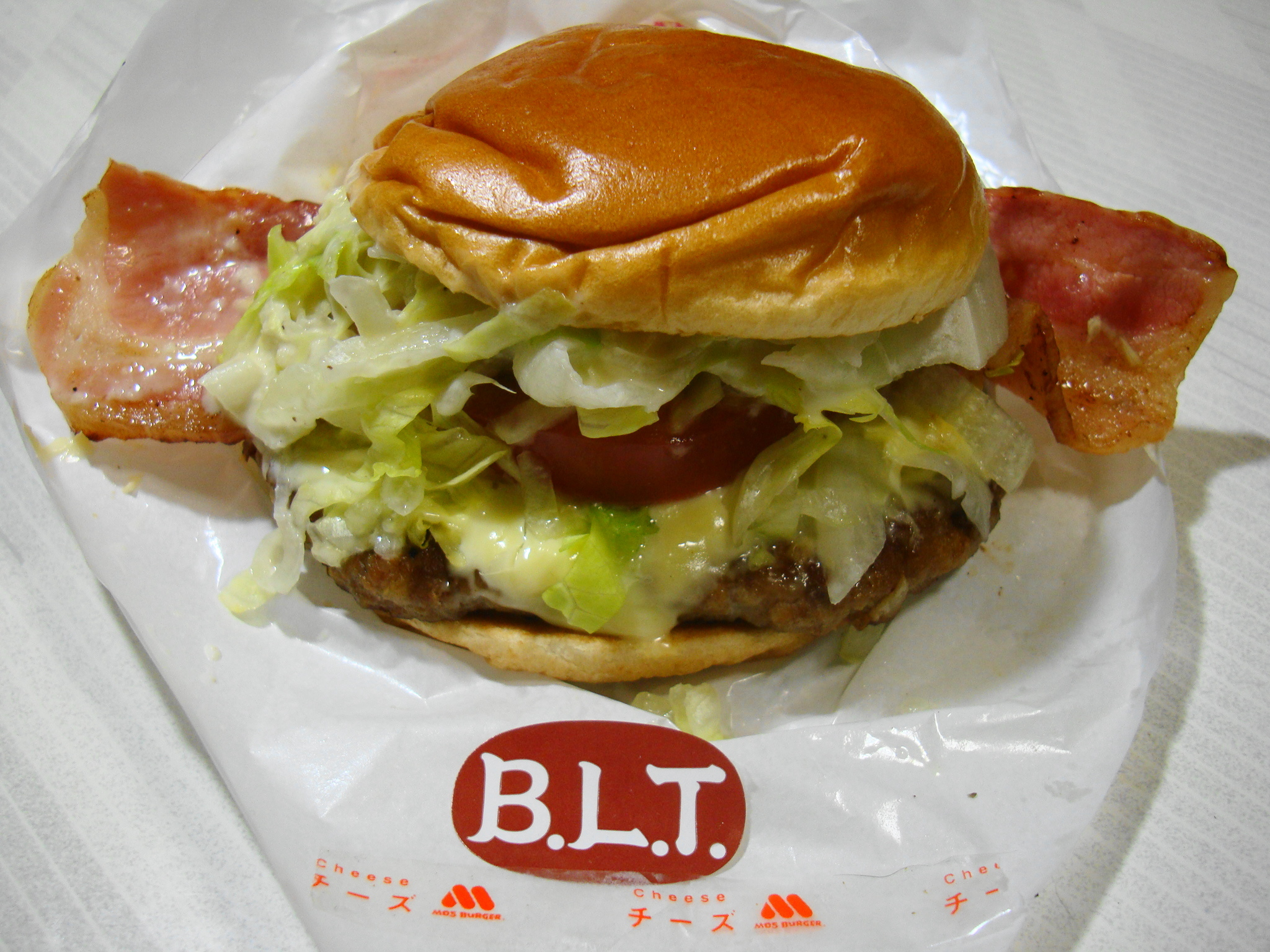
2011年4月26日から期間限定発売された、とびきりハンバーグサンドB.L.T.（スライスチーズ入り）とびきりハンバーグサンドチーズ
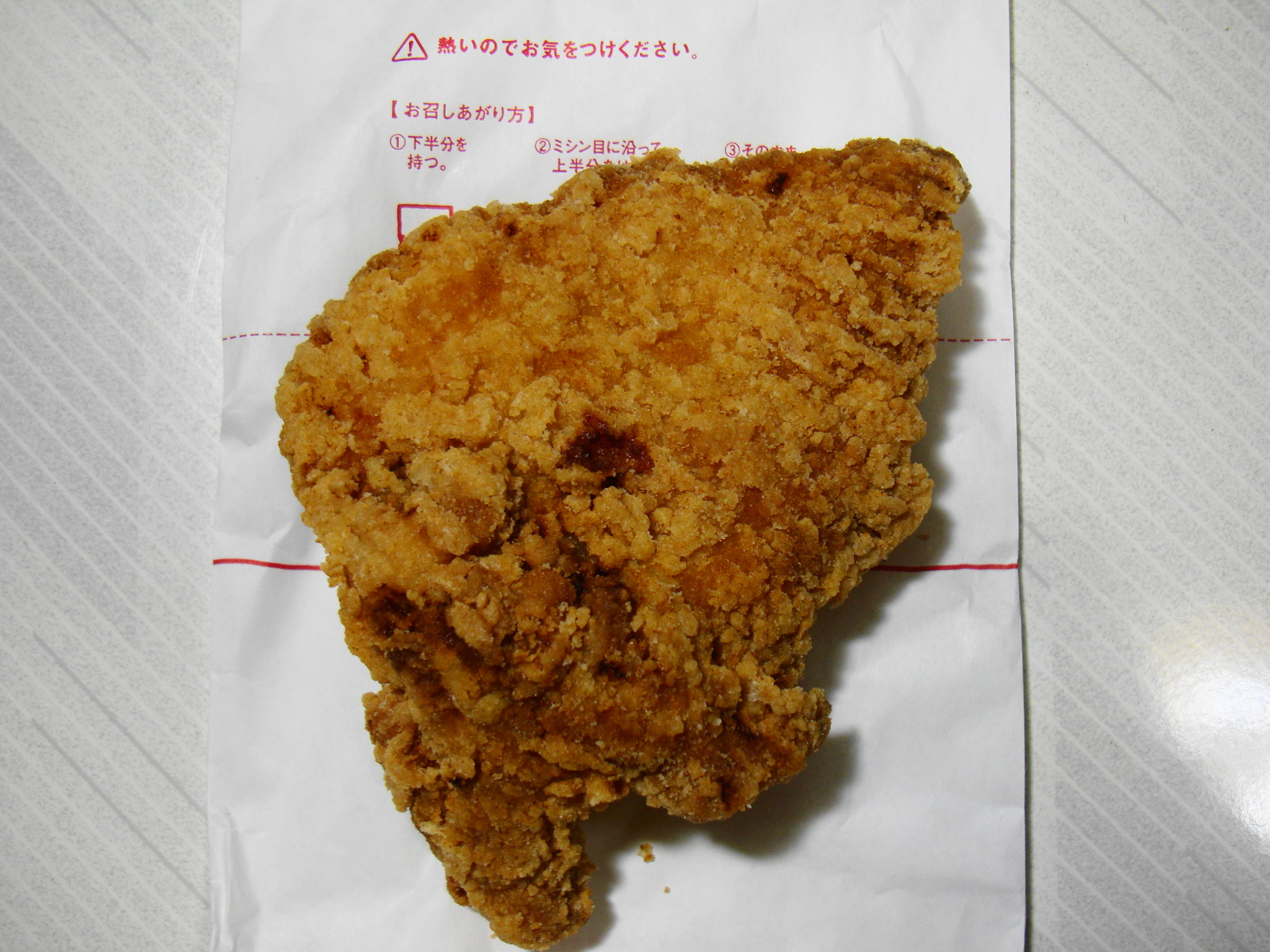
モスチキン
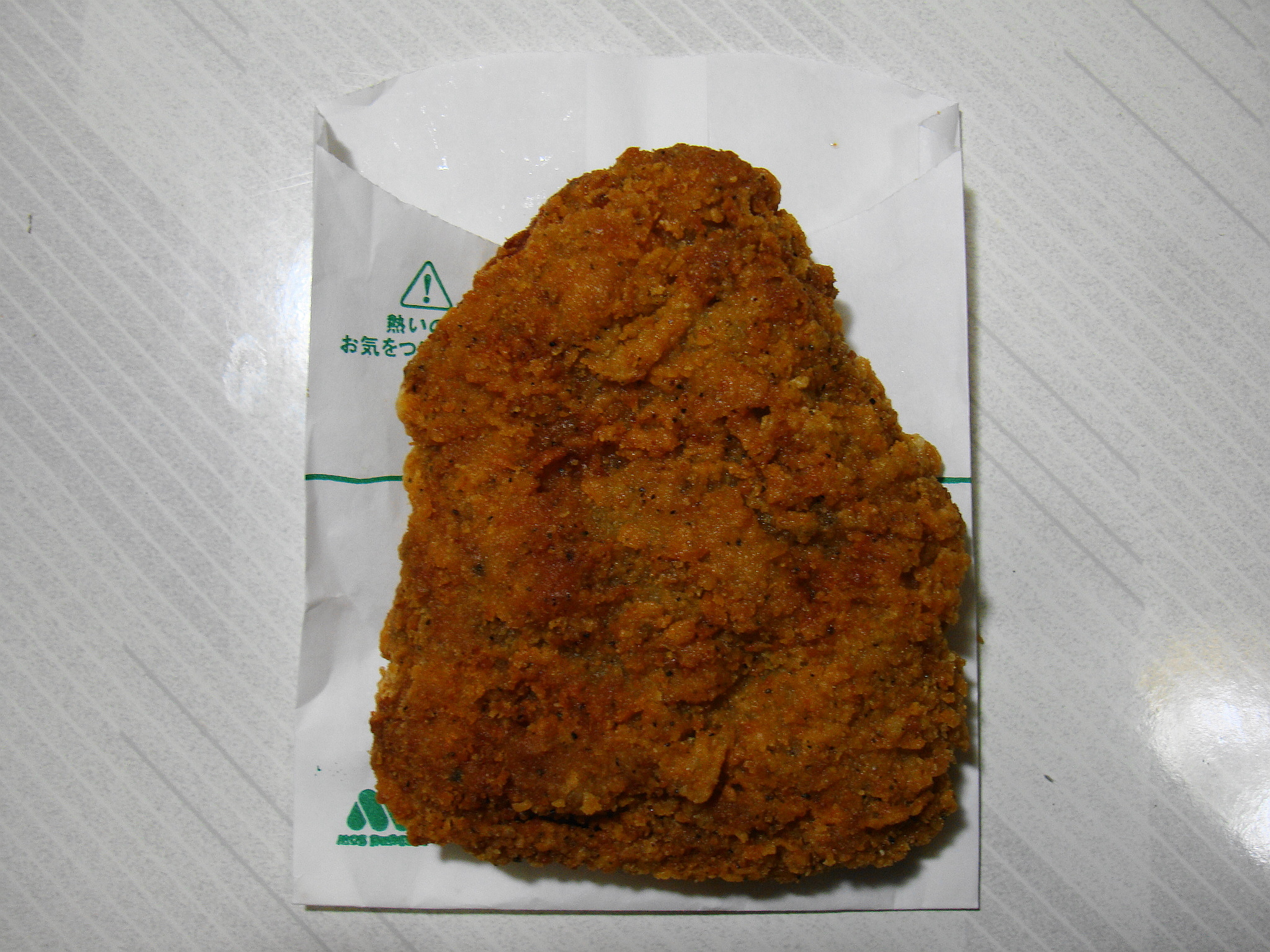
黒胡椒チキン
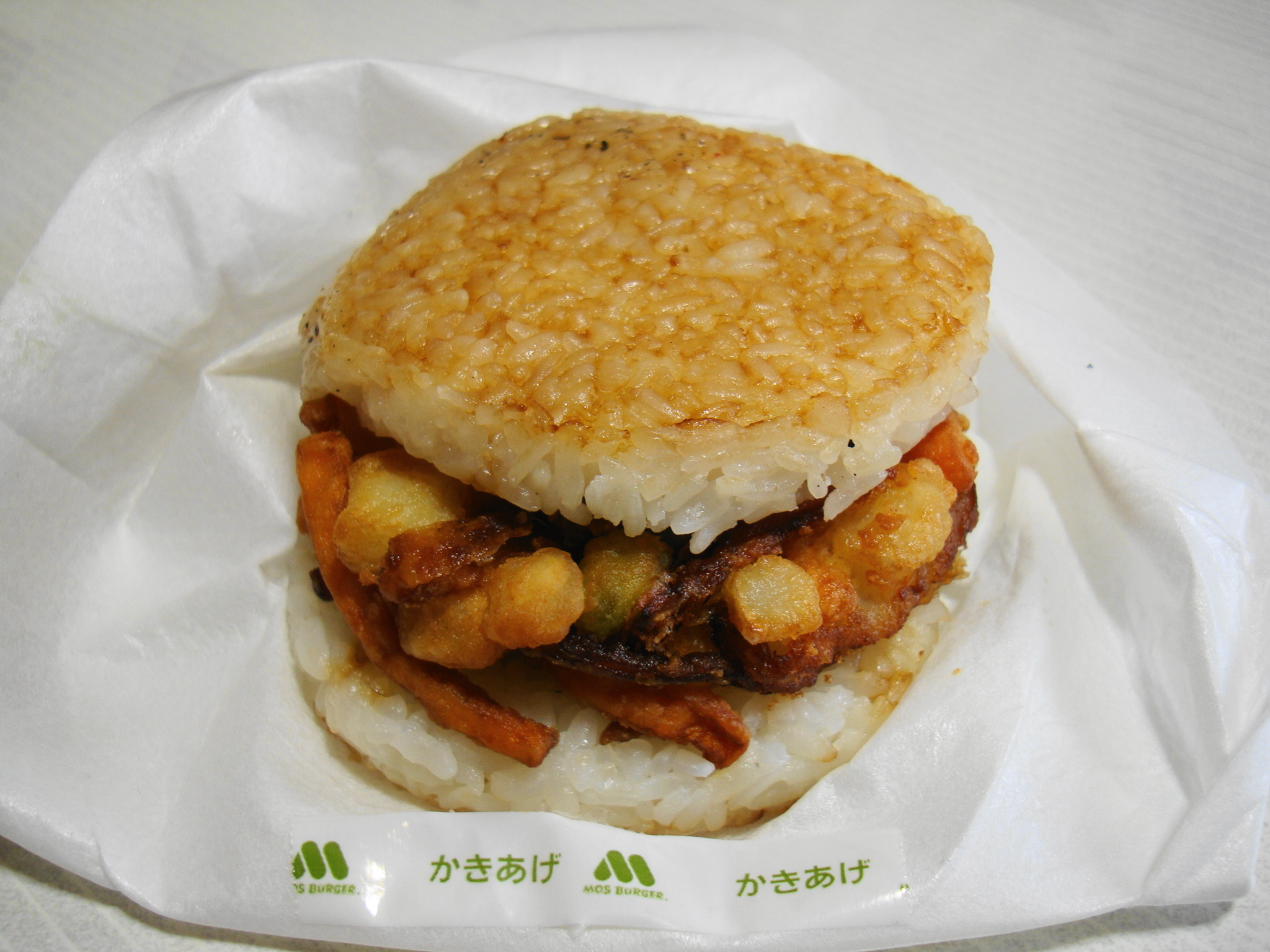
ライスバーガー海鮮かきあげ（塩だれ）
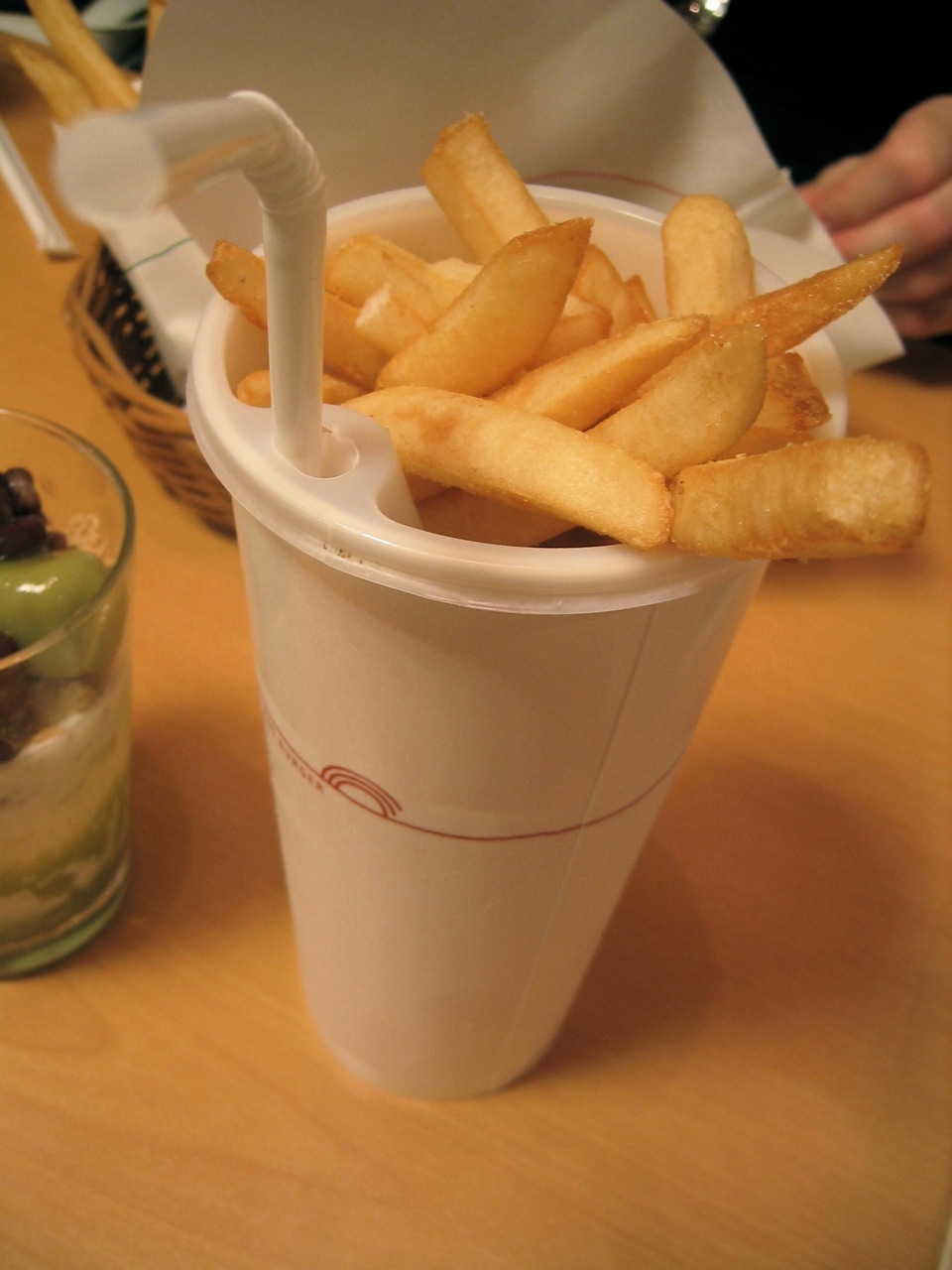
モスウォーカー

### ソイパティ
2015年5月19日からモスバーガーの定番商品で、肉のパティの代わりに大豆由来の植物性たんぱくを使ったプラントベースドミートである「ソイパティ」が選択可能なった。
2020年3月26日より、動物由来の原材料（肉、魚、卵、乳製品など）と、仏教の禁葷食である五葷を使わない「MOS PLANT-BASED GREEN BURGER（グリーンバーガー）」を東京や神奈川の9店舗で先行発売した。

### 店舗の形態

#### ディック・ブルーナモデル店舗
内装や食器にディック・ブルーナのイラストを使用した店舗。関東に4店舗存在。

#### 実験店舗
ThinkParkの大崎カフェ店舗では立地条件からサラリーマンやOL層をねらった独自メニューとして、ケーキやビールジョッキをメニューに置いている。

### サービス

#### テレフォンオーダー（電話注文）
注文から受け取りまで時間がかかることもあり、モスバーガーでは電話による注文を受け付けている。多くは持ち帰りで利用されるが、店内での飲食の場合も利用可能である。また、オフィス街にある一部の店舗では、配達も行なっている（要追加料金）。
電話で注文した利用客に対しては、受取り時に10円玉が入ったぽち袋（お年玉袋）を渡している。これは注文時の電話代であり、「利用客の電話代費用を負担する」という意味である。

#### オリジナルキャラクター
モスバーガーはオリジナルキャラクターとして「モッさん」がおり、グッズやイベント等で使用している。モッさんは2009年に37歳で“アラフォーの星”としてデビューし、2012年で40歳を迎えた立派な中年である。1972年に東京都板橋区で生まれ、趣味は旅行とコスプレ（この趣味が全国モッさん図鑑に反映されている）である。身体はバンズ、肉、トマト、ソースなどで構成されており、それぞれを組み替えることが可能。好物はモスバーガーの「モスバーガー」で、いわば同族であるハンバーガーをいくつも食べることができる。
2022年4月1日からはモッさんの後任として、「リルモス」をオリジナルキャラクターに起用すると同年2月15日に発表した。後述の「モス坊や」を彷彿とさせるイメージを受け継いでいる。
なお、モスバーガーは1974年にも「モス坊や」というキャラクターを起用しており、1987年まで使用された。

#### グッズ展開
「モスワイワイこどもラボ」では、各所とコラボして 「モスワイワイセット」の子供向け玩具を開発しているほか、静岡県限定オリジナルマグカップ（美濃焼・日本製） など、地域に密着したグッズ開発も行われている。その他、バンダイガシャポン経由でのストラップ や、モスワイワイ福袋 なども企画している。

#### その他
一部の店舗にNTTコミュニケーションズの公衆無線LANサービス「ホットスポット」やNTTドコモの公衆無線LAN「docomo Wi-Fi」、NTT東日本・NTT西日本の公衆無線LAN「フレッツ・スポット」のアクセスポイントを設置している。また2012年にはモスカードというプリペイドカードを設定し、個人での利用やギフトカードとしての利用を推進している。
店舗によっては、席にスマートフォンやノートパソコンの充電用コンセントが用意されている。

## 環境への配慮
モスバーガーの特徴として、他のファストフード店に比べると環境への配慮がなされているという点がある。具体的には店内の食事にはガラス製のグラス、陶製のマグカップ、金属製の食器を使用、持ち帰りには紙袋のみでビニール袋は出さないなど（一部店舗では、お店から本部等会社への要望もあり、雨の日用としてビニール袋を使用している店舗もある）。

## その他飲食事業

### 新規事業
- 80℃ Cafe&Kitchen
- モスバーガー&カフェ
- モスバーガークラシック - 旧モスズ・シー（MOS's-C）
- mosh Grab'n Go
- マザーリーフ - 紅茶とアメリカンワッフルを中心にしたカフェ
- カフェレジェロ - セルフスタイルのマザーリーフの新業態店
- まめどり
- ミアクッチーナ

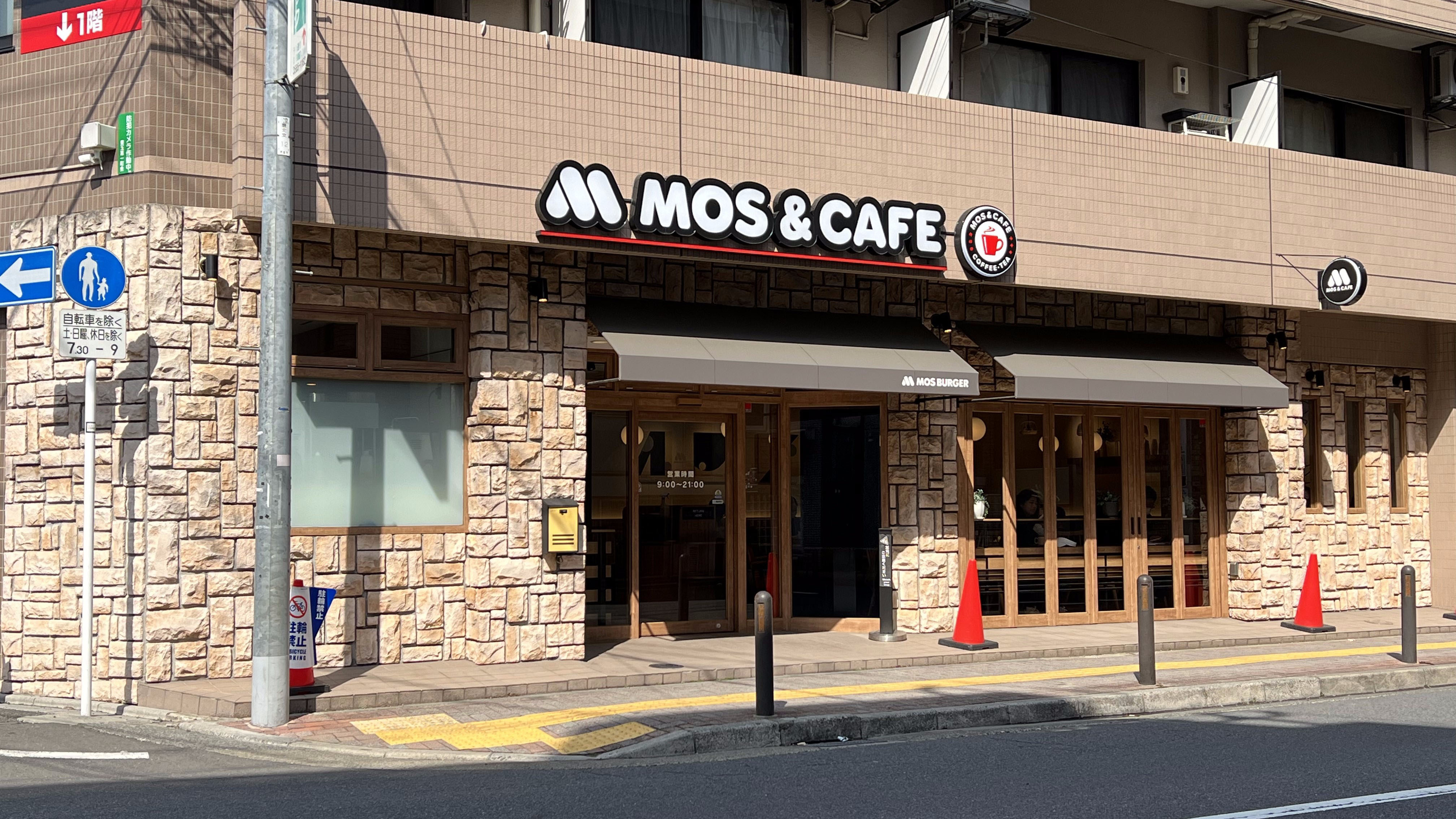
モスバーガー＆カフェ
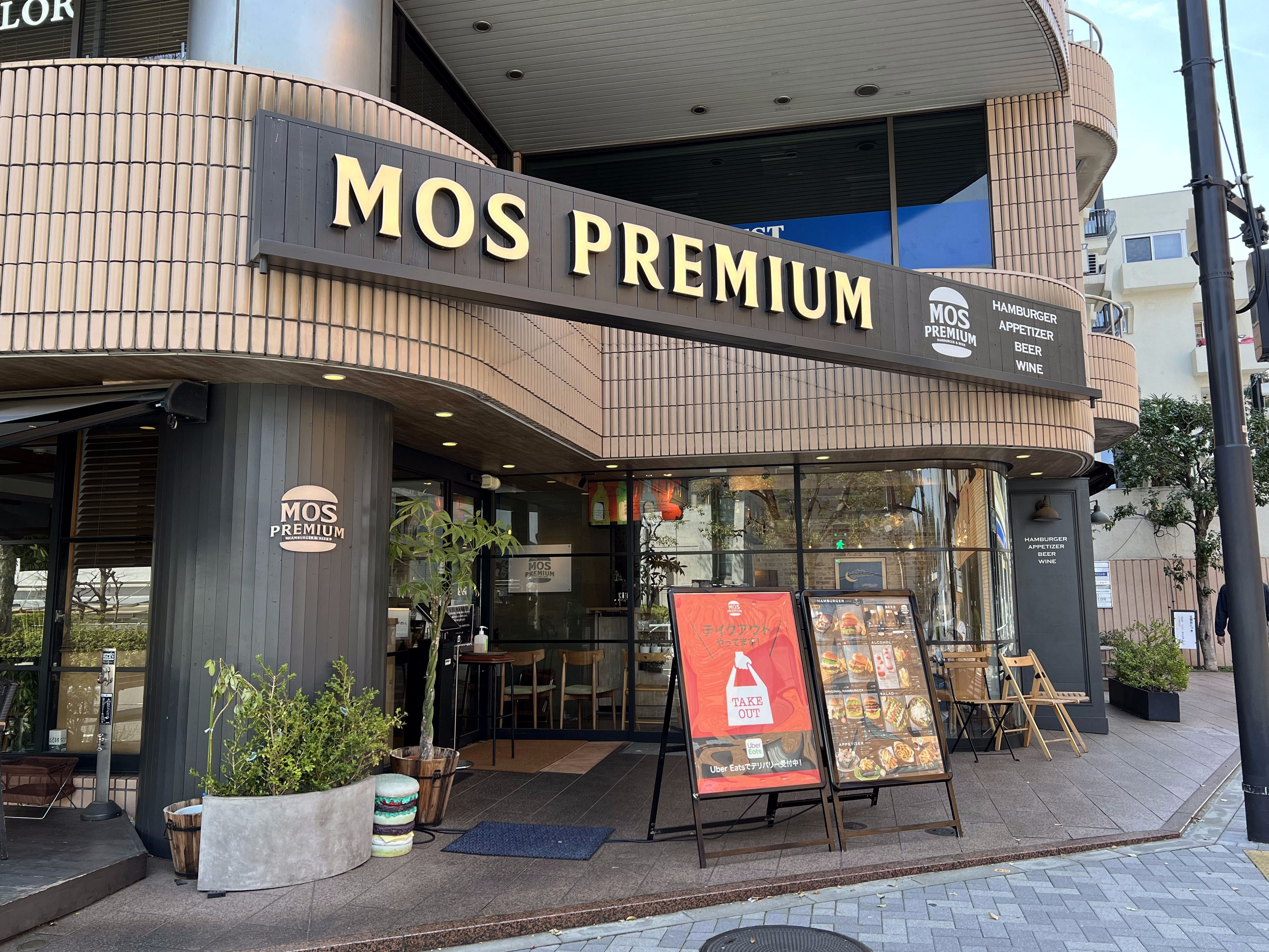
モスプレミアム

### 新規事業構想
- モスバーガーα
- モスバーガーDX
- モスバーガー&レストラン
- モスバーガー+松屋

### 過去に展開していた新規事業
- ステファングリル - カジュアルレストラン。2009年9月、ステファングリル事業（当時営業していた全8店舗）をペッパーフードサービスへ譲渡[広報 51]。

### 海外事業
主にアジア地域に事業を展開。
- 台湾 摩斯漢堡 - 安心食品服務（股）有限公司が運営 日本モスフードと台湾東元電機集團の合弁会社
  - 魔術食品工業（股）有限公司 - 台湾モスバーガーにライスバーガー、冷凍食品を提供
- 香港
- シンガポール - イスラム教徒もいるので豚肉は不使用。
- インドネシア - 上記と同様にイスラム圏に付き豚肉は提供しない。
- 中国
- タイ
- オーストラリア
- 韓国
- フィリピン

### 関連会社
- シェフズブイ - シェフズブイ（ベジタブルレストラン、ベジタリアンレストランではない）を展開。
- 四季菜(しきな) - AEN（四季の旬菜料理）を展開。
- サングレイス - 「モスの生野菜」など原料生鮮野菜の安定供給を目指して平成18年に農業生産法人株式会社野菜くらぶなどと合同出資して設立された。

#### 過去の関連会社
- トモス - ちりめん亭（中華そば）を展開。2014年1月1日、全株式（99.95%）を株式会社ケンコー（本社神奈川県 中華飲食店経営）に譲渡[広報 52]。

## 不祥事

### 日本

#### 食中毒
- 2004年12月18日から12月20日の間に、「屋島西町店」（香川県高松市）でノロウイルスによる集団食中毒が発生、被害は148人に及んだ。同店は高松市保健所から12月21日より5日間の営業停止処分を受けるが、同25日、保健所による検査の結果、同店の従業員11名からも同ウイルスが検出された。同店は営業再開せず閉鎖[広報 53]。
- 2018年9月10日、「アリオ上田店」（長野県上田市）で、腸管出血性大腸菌O121による食中毒が発生したと発表した。県内の男子小学生2人と女子小学生1人、20代女性の計4人が感染した。これにより、上田保健所は営業者に対し、10日から3日間の営業停止を命じた。同月16日、「モスバーガー茅野沖田店」（同県茅野市）で8月18日に商品を食べた20代男女2名の下痢や腹痛症状と、うち1名の入院、2人から同じ遺伝子型のO121が検出されたことを受け、諏訪保健所（長野県諏訪市）は18日までの営業停止処分にしたと発表した[25]。この2店舗を含む関東甲信地方の19店で計28人がO121に感染した[25]。

#### 中国人店員への差別看板掲示
2014年11月11日、「飯田橋東店」（東京都千代田区）の店頭に、中国人の女性店員を差別やいじめの対象とした黒板が立てられていたことが、Twitterに写真付きの投稿があり発覚した。黒板に書かれていた内容は「遅刻を何度もする中国人の女の娘に『今度遅刻したらお前の背脂でラーメン作るぞ!!』遅刻しなくなりました」というもので、翌11月12日、モスバーガー公式サイトでは「内容は人や国を中傷する表現」と認め、同店店長が謝罪した。

### 台湾
2014年9月13日、台湾のモスバーガーを運営する現地法人（東元電機グループ）は、台湾で廃油を原料とした油脂が食用に流通していた問題で、同社でも主力のモスバーガーなど5つの商品に使用されていたと発表した。問題となった油を製造したのは、日本の月島食品工業や三井物産グループなどが出資する、高雄市の強冠という食用加工油脂メーカーで、同社は台湾の零細業者から廃油を、香港の業者から飼料用油を仕入れていた。

## テレビ番組
- 日経スペシャル ガイアの夜明け「一つの嘘で会社が消える 〜問われる企業倫理〜」2002年11月24日、テレビ東京[30]
- 日経スペシャル カンブリア宮殿 （テレビ東京）
  - 「不動の人気を博す！日本生まれのハンバーガーチェーンの秘密」2013年8月15日[31]
  - 「知らない間に大変貌！ モスバーガー復活の舞台裏」2021年3月25日[32]

## 書籍
- 加藤勝美 著『夢みる雑草たち モスバーガー路地裏経営の解明』現代人物書院、1988年5月29日。ISBN 9784915112300
- 高頭弘二 著『「モスバーガー」経営の味 フランチャイズビジネスの光と影』ダイヤモンド社、1991年7月4日。ISBN 9784478310762
- エスプレ 編『モスのひみつ』エスプレ、2009年11月1日。ISBN 9784903371863
- 木下繁喜 著『羅針盤の針は夢に向け モスバーガーを創った男の物語』東海新報社、2011年3月1日。ISBN 9784905336006
- 櫻田厚 著『いい仕事をしたいなら、家族を巻き込みなさい！』KADOKAWA、2014年12月1日。ISBN 9784046010469
- 櫻田厚 著『モスバーガー流 結果を出すリーダーの習慣』日経BPマーケティング、2015年9月1日。ISBN 9784822273491

## モスバーガーが登場する作品
- 岸辺のアルバム - 多摩川水害をモチーフとしたテレビドラマ。舞台は小田急線和泉多摩川駅周辺で、ヒロインの息子のガールフレンドのアルバイト先としてモスバーガーが登場し、当時の制服や商品の一部が見られる。なお駅ナカ商業施設「小田急マルシェ和泉多摩川」には、モスバーガー和泉多摩川駅前店が実在する[広報 55][33]。
- ガキ帝国 悪たれ戦争 - 1981年9月12日公開の東映映画[34]。公開終了後にモスバーガー側が、映画内でのモスバーガー店舗や店員の描写が、同社のイメージを著しく損ねていると抗議。以後、一度だけの例外を除いて劇場で上映をされることはなく、テレビ放送、ソフト化も行われていない[35]。作中で「この店のハンバーガーは猫の肉や」と馬鹿にするシーンがあるため、モスバーガー側が抗議したと巷間では言われたが、実際の映画にはそのセリフはない[36]。